# Корона Мономаха
Корона Костянтина IX Мономаха (угор. Monomakhosz-korona) — корона із золотих пластин, прикрашених зображеннями в техніці перегородчастої емалі, створена між 1042-1050 роками на замовлення візантійського імператора Костянтина IX Мономаха. Корона була подарована імператором Костянтином угорському королю Андрашу I до дня коронації його та його дружини Анастасії, дочки Ярослава Мудрого.
В даний час зберігається в Угорському національному музеї в Будапешті.
Корона складається з семи пластин із заокругленим верхом, які прикрашені зображеннями імператора Костянтина Мономаха (центральна пластина), імператриць Зої (ліва від центру) і Феодори (права від центру), алегорій правди і смиренності і двох танцівниць. Зображення обрамляє рослинний орнамент з птахами, що має схожість з творами ісламського мистецтва. Особливо вплив ісламських пам'ятників помітно в зображеннях танцівниць, схожих з образами з стінного розпису палацу халіфа в Самаррі (836—839), На фатимідського різьблений кістки (X століття) і фресці стелі Палатінської капели в Палермо.

## Галерея

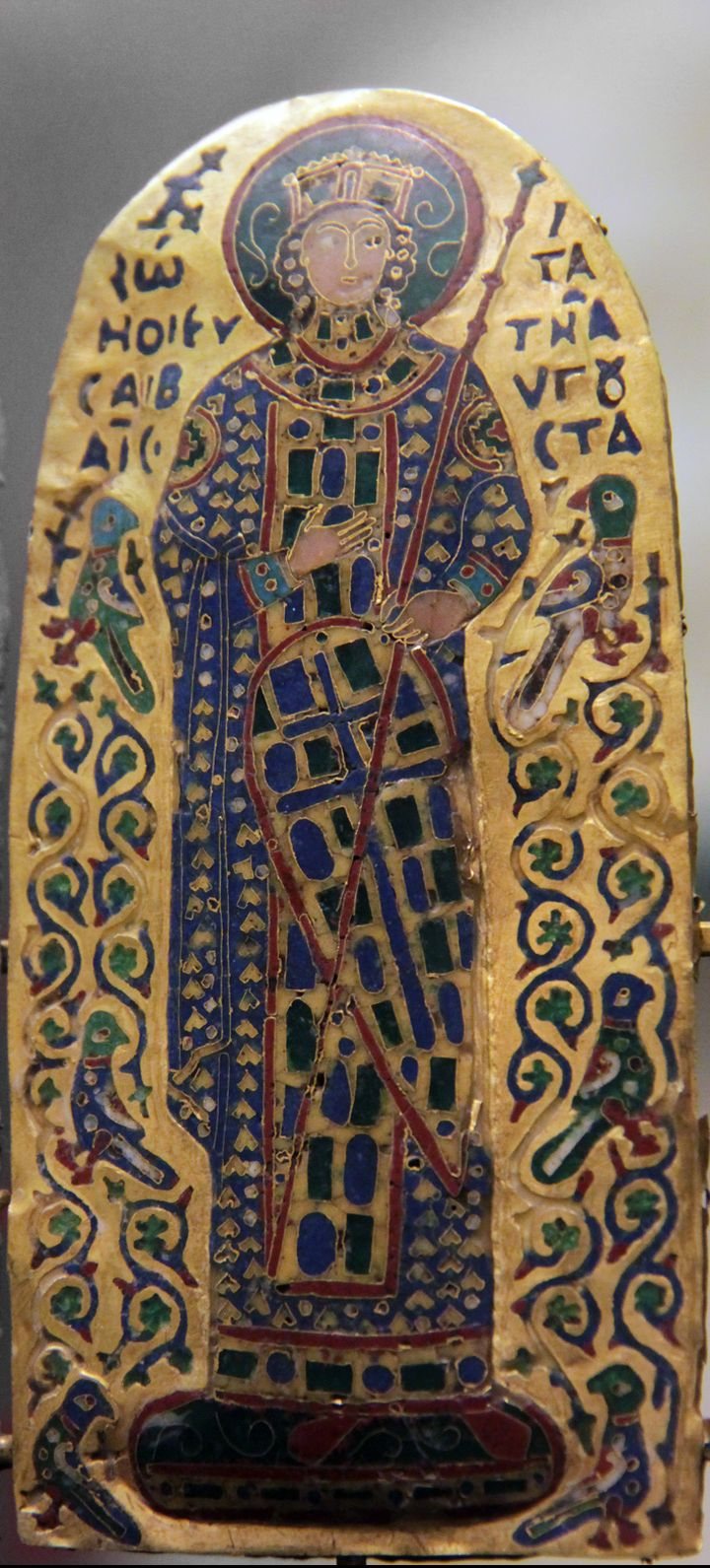
Імператриця Зоя Порфирогеніта
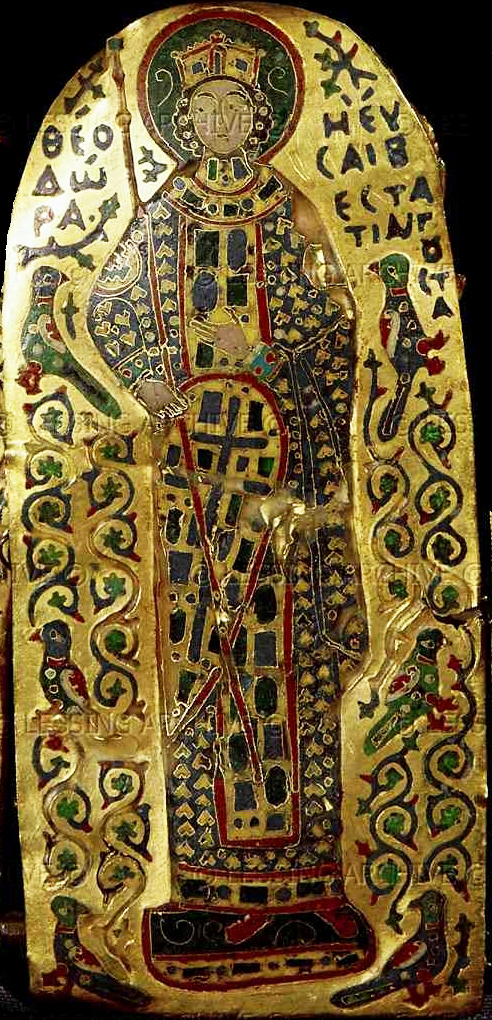
Федора
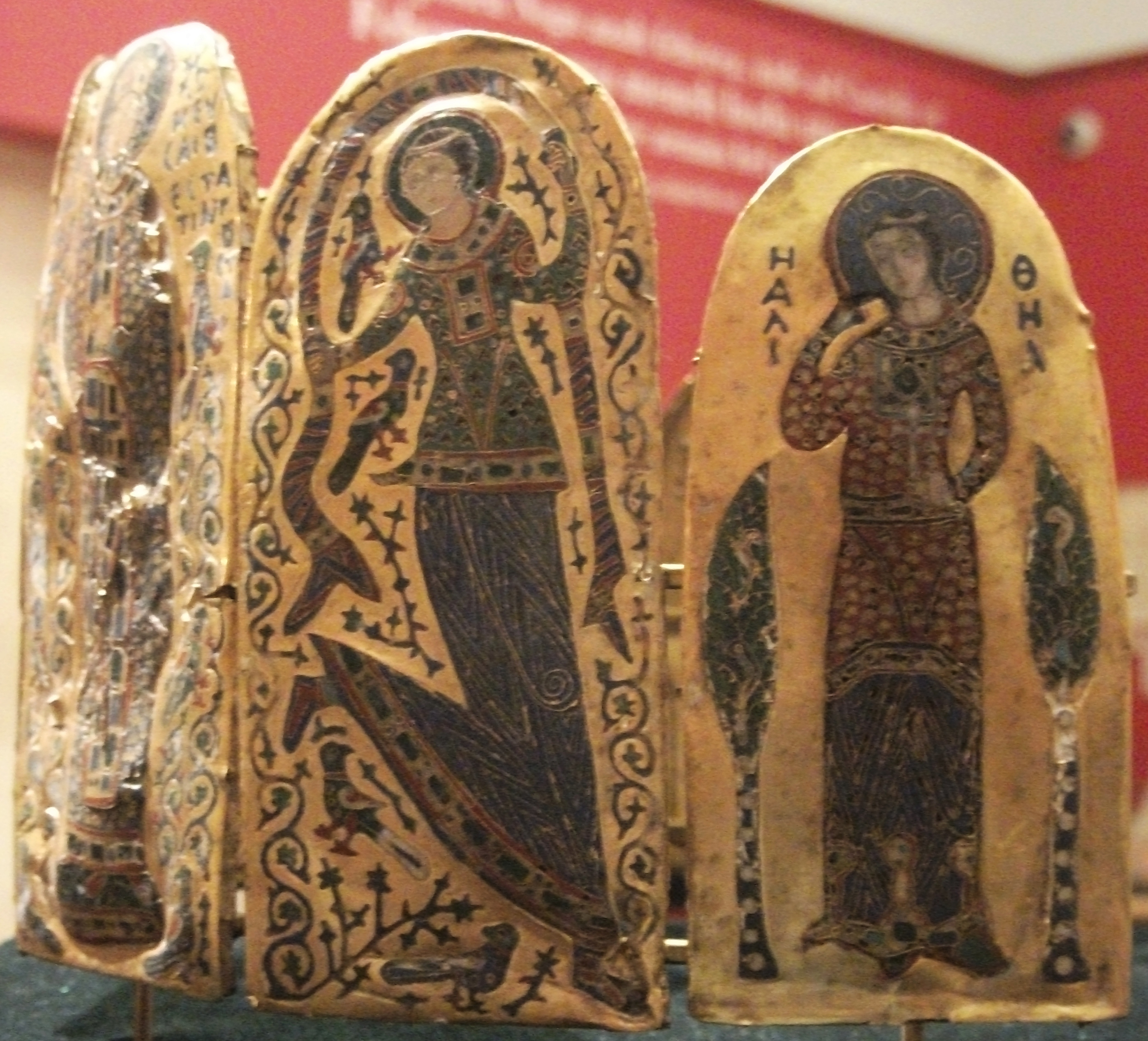
Танцівник
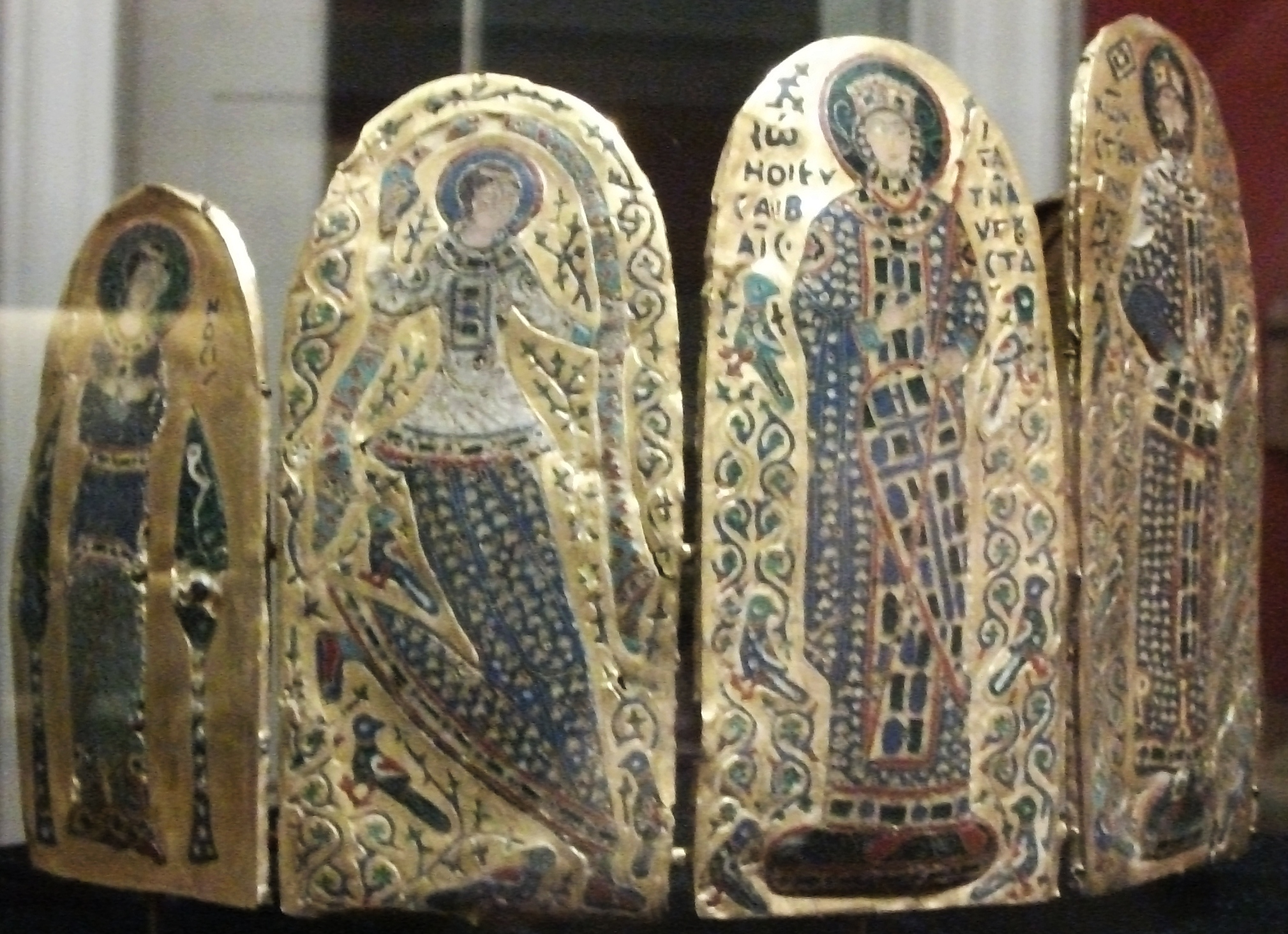
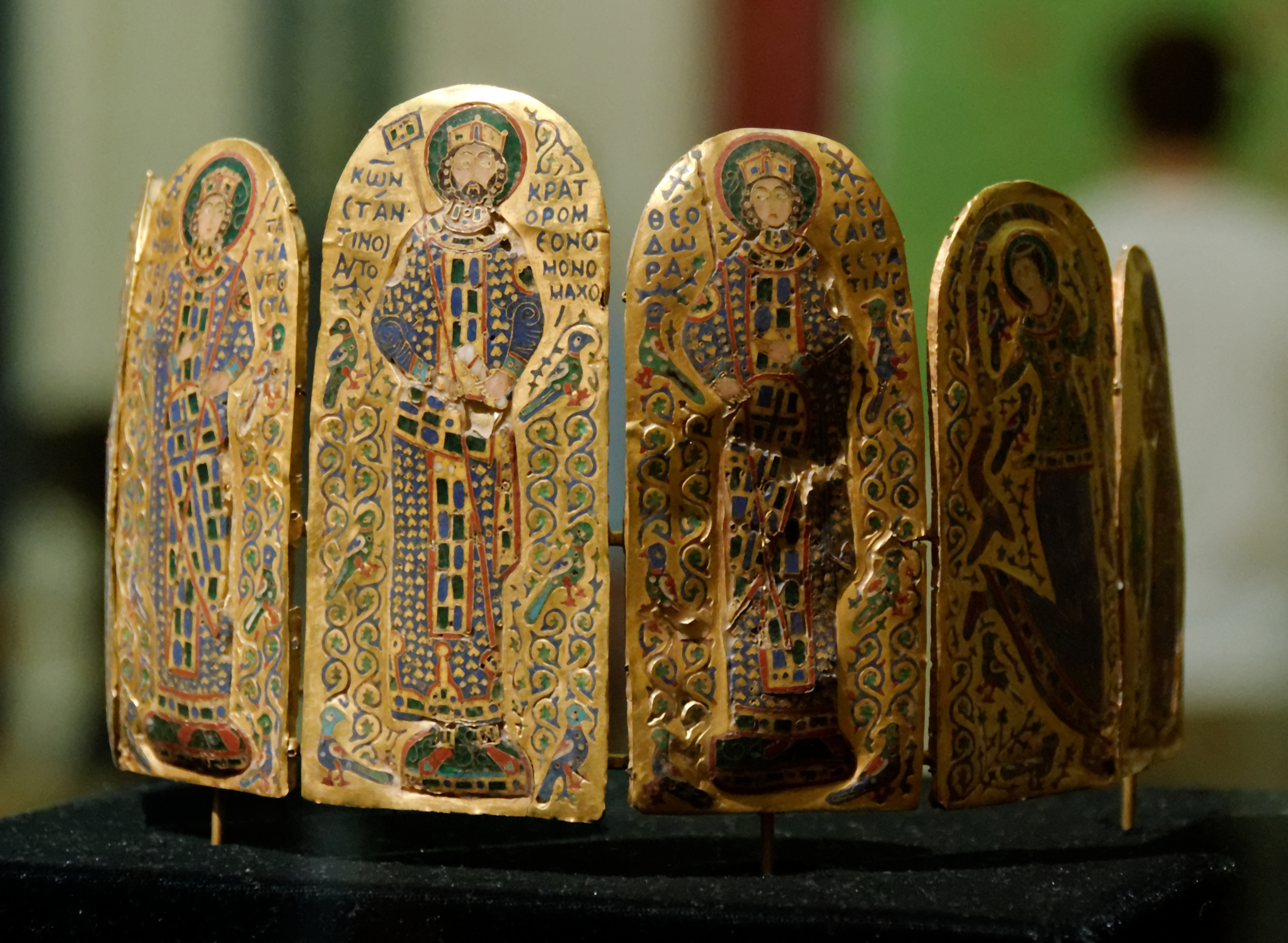
Корона Мономаха
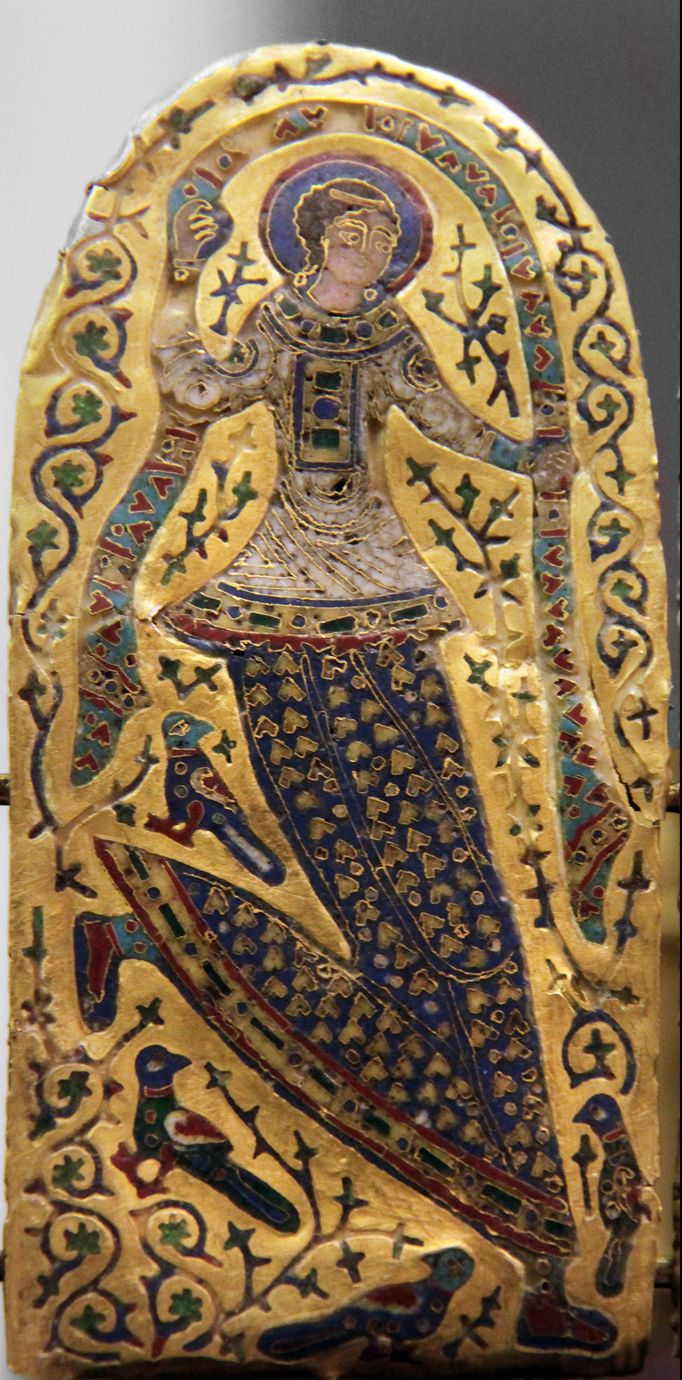